# Batalla de Hatfield Chase

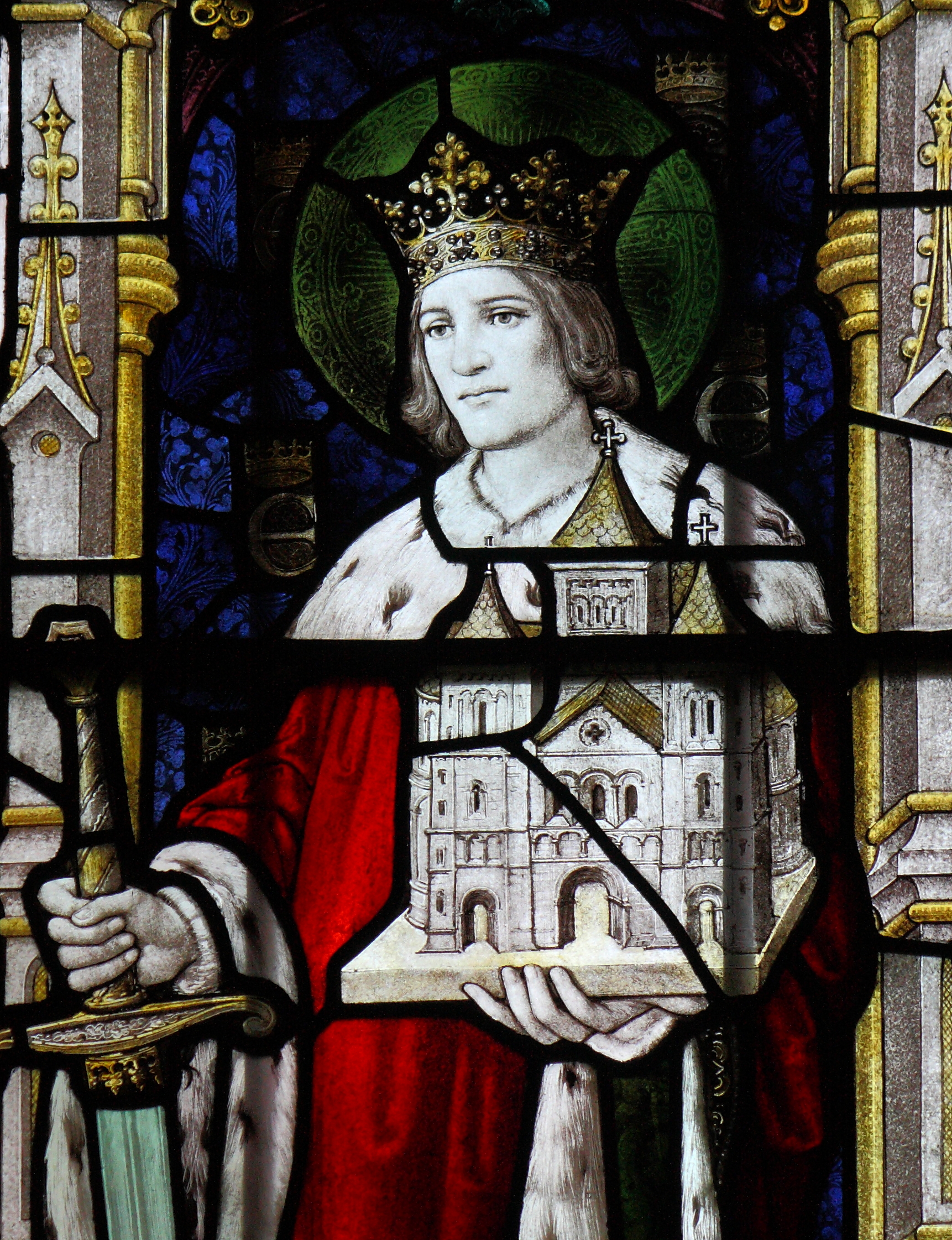
Edwin de Northúmbria

La batalla de Hatfield Chase fou un enfrontament armat que va succeir entre el 12 o el 14 d'octubre del 633 a Hatfield Chase vora Doncaster (actualment part de South Yorkshire, Anglaterra). Hi van combatre el Regne de Northúmbria contra una aliança entre el Regne de Gwynedd i el Regne de Mèrcia. El rei de Northúmbria, Edwin va caure en combat davant de l'enemic, liderat per Cadwallon ap Cadfan i Penda de Mèrcia. Fou una derrota molt sentida, que provocà el col·lapse temporal de Northúmbria.

## Rerefons
Edwin era el rei més poderós de la Gran Bretanya en aquells temps i havia derrotat en diverses ocasions al seu bel·ligerant veí Cadwallon. Aquest va buscar suport entre altres regnes i es va aliar amb Mèrcia, si bé sembla que Penda no era encara rei.

## Resultat de la batalla
La batalla fou un desastre per Northúmbria. El rei Edwin i el seu fill Osfrith foren abatuts, i un segon fill de nom Eadfrith fou capturat (i més tard assassinat) per Penda. El territori fou dividit en dues parts, Bernícia i el Regne de Deira. Eanfrith de Bernícia, fill de l'antic rei Etelfred de Bernícia, va retornar de l'exili per prendre les regnes de Bernícia, mentre que un cosí d'Edwin, Osric de Deira prenia Deira. Cadwallon va seguir la seva campanya de saqueig per les terres de Northúmbria fins que va ser derrotat per Osvald de Northúmbria a la batalla de Heavenfield, gairebé un any més tard.